# Huracán Noel (1995)
El huracán Noel fue la decimocuarta tormenta nombraday el octavo huracán de la temporada de huracanes del Atlántico de 1995. Su movimiento fue errático, ya que se desplazó hacia el norte en algunas ocasiones y su intensidad varió considerablemente. Su velocidad de avance también varió; durante algunos períodos de su duración, parecía acelerar, pero luego se estacionaba. Noel permaneció a gran distancia en el Atlántico, sin afectar a tierra firme.

## Historia meteorológica
Una onda tropical se desplazó frente a la costa de África el 22 de septiembre de 1995, como se muestra en imágenes satelitales. Esta onda tropical no adquirió mucha organización durante unos tres días. Después de esos tres días, comenzó a aparecer convección profunda y también adquirió características más tropicales. Poco después, se hizo más evidente la circulación de bajo nivel dentro de la onda tropical. El 26 de septiembre a las 1800 UTC, el Centro Nacional de Huracanes comenzó a clasificar la ola como depresión tropical; era la decimosexta depresión tropical de la temporada. La depresión tropical Dieciséis se dirigió al norte-noroeste, fortaleciéndose ligeramente. Se observó cizalladura del viento en altura, pero esto no impidió su desarrollo.
Se actualizó a tormenta tropical el 27 de septiembre a las 1500 UTC, esta nueva tormenta tropical recibió el nombre de "Noel". El uso del nombre Noel marcó la segunda vez en el Atlántico que se usó un nombre con "N". El huracán Nana de 1990 fue el primero; desde entonces, se ha usado un nombre con "N" ocho veces. Simultáneamente, también comenzó a desplazarse hacia el noroeste. La tormenta tropical Noel se fortaleció aún más a un ritmo relativamente rápido, y la velocidad del viento aumentó entre 8,0 y 16,1 km/h (5 y 10 mph) entre avisos sobre el ciclón. A pesar de esto, no se pronosticó que la tormenta tropical Noel se convirtiera rápidamente en huracán. La tormenta tropical Noel se convirtió en huracán Noel el 28 de septiembre de 21:00 UTC. El huracán Noel alcanzó simultáneamente su máxima intensidad, con vientos máximos sostenidos de 75 mph y una presión central mínima de 987 mbar.

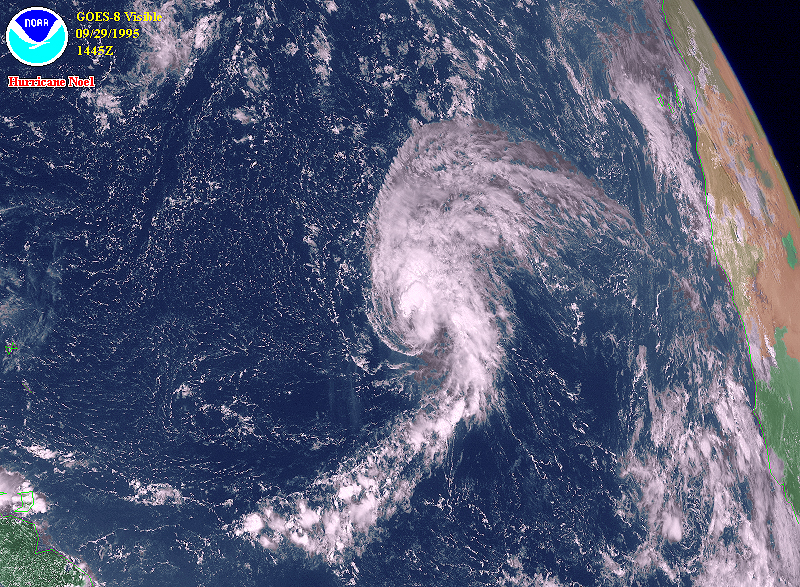
Noel en las aguas abiertas como un huracán del océano Atlántico el 29 de septiembre de 1995

Noel se dirigió brevemente hacia el norte antes de girar hacia el norte-noreste, y poco después se dirigió hacia el noreste. Se pronosticó que pronto el huracán se debilitaría y se transformaría en tormenta tropical debido a un aumento en la cizalladura vertical del viento. El huracán Noel se degradó oficialmente a tormenta tropical el 30 de septiembre a las 15:00 UTC, con vientos máximos sostenidos de tan solo 110 km/h (70 mph). Tras debilitarse, la tormenta tropical Noel se volvió prácticamente estacionaria. La cizalladura del viento debilitó enormemente a Noel y se predijo que se debilitaría rápidamente a depresión tropical. El 3 de octubre, la tormenta tropical Noel se había reducido a una tormenta tropical mínima. La cizalladura del viento disminuyó, lo que permitió que la tormenta tropical Noel volviera a consolidarse como huracán. El huracán Noel también había alcanzado su intensidad máxima anterior; tanto los vientos máximos sostenidos como la presión mínima se mantuvieron iguales. Se había convertido de nuevo en huracán mientras se encontraba aproximadamente a 1530 kilómetros (950 millas) al oeste-suroeste de las Azores. Noel había comenzado a moverse rápidamente hacia el este el 5 de octubre.
Las condiciones desfavorables regresaron, causando que el huracán Noel se debilitara a tormenta tropical el 6 de octubre a las 0000 UTC. La tormenta tropical Noel se debilitó considerablemente durante las siguientes horas, mientras seguía rumbo al este. Al perder sus características tropicales, el Centro Nacional de Huracanes emitió su último aviso sobre el ciclón en disipación. Los restos de Noel duraron aproximadamente 18 horas antes de ser absorbidos por un frente frío.